# ATP Tour World Championships 1992 - Doppio
Il doppio dell'ATP Tour World Championships 1992 è stato un torneo di tennis facente parte dell'ATP Tour.
I detentori del titolo erano John Fitzgerald e Anders Järryd hanno perso in finale 2–6, 6(4)–7, 7–5, 6–3, 3–6 contro Todd Woodbridge e Mark Woodforde.

## Tabellone

### Legenda
| - Q = Qualificato - WC = Wild card - LL = Lucky loser | - ALT = Alternate - SE = Special Exempt - PR = Protected Ranking | - w/o = Walkover - r = Ritirato - d = Squalificato |

### Finali
|  | Semifinali                     | Semifinali                     | Semifinali                     | Semifinali                     | Semifinali                    | Semifinali | Semifinali |  |  | Finale                         | Finale                         | Finale | Finale | Finale | Finale | Finale |  |
|  |                                |                                |                                |                                |                               |            |            |  |  |                                |                                |        |        |        |        |        |  |
|  | John Fitzgerald Anders Järryd  | John Fitzgerald Anders Järryd  | John Fitzgerald Anders Järryd  | John Fitzgerald Anders Järryd  | John Fitzgerald Anders Järryd | 7          | 6          |  |  |                                |                                |        |        |        |        |        |  |
|  | Mark Kratzmann Wally Masur     | Mark Kratzmann Wally Masur     | Mark Kratzmann Wally Masur     | Mark Kratzmann Wally Masur     | Mark Kratzmann Wally Masur    | 6          | 3          |  |  | John Fitzgerald Anders Järryd  | John Fitzgerald Anders Järryd  | 2      | 64     | 7      | 6      | 3      |  |
|  | Sergio Casal Emilio Sánchez    | Sergio Casal Emilio Sánchez    | Sergio Casal Emilio Sánchez    | Sergio Casal Emilio Sánchez    | 6                             | 1          | 4          |  |  | Todd Woodbridge Mark Woodforde | Todd Woodbridge Mark Woodforde | 6      | 7      | 5      | 3      | 6      |  |
|  | Todd Woodbridge Mark Woodforde | Todd Woodbridge Mark Woodforde | Todd Woodbridge Mark Woodforde | Todd Woodbridge Mark Woodforde | 4                             | 6          | 6          |  |  |                                |                                |        |        |        |        |        |  |

### Gruppo A
|  |                                | Woodbridge Woodforde | DeVries David Macpherson | Fitzgerald Järryd | Nijssen Suk   | RR V?P | Set V?P | Game VP?L | P0sizione |
|  | Todd Woodbridge Mark Woodforde |                      | 6–3, 6–3                 | 5–7, 6–7          | 6–4, 3–6, 6–1 | 2–1    | 4–3     | 38–31     | 2         |
|  | Steve DeVries David Macpherson | 3–6, 3–6             |                          | 2–6, 3–6          | 7–6, 3–6, 7–6 | 1–2    | 2–5     | 28–42     | 3         |
|  | John Fitzgerald Anders Järryd  | 7–5, 7–6             | 6–2, 6–3                 |                   | 7–6, 6–4      | 3–0    | 6–0     | 39–26     | 1         |
|  | Tom Nijssen Cyril Suk          | 4–6, 6–3, 1–6        | 6–7, 6–3, 6–7            | 6–7, 4–6          |               | 0–3    | 2–6     | 39–45     | 3         |

La classifica viene stilata in base ai seguenti criteri: 1) Numero di vittorie; 2) Numero di partite giocate; 3) Scontri diretti (in caso di due giocatori pari merito ); 4) Percentuale di set vinti o di games vinti (in caso di tre giocatori pari merito ); 5) Decisione della commissione.

### Gruppo B
|  |                             | Casal Sánchez | Grabb Reneberg | Kratzmann Masur | Jones Leach   | RR V?P | Set V?P | Game VP?L | Posizione |
|  | Sergio Casal Emilio Sánchez |               | 6–4, 3–6, 7–6  | 6–4, 7–6        | 3–6, 6–7      | 2–1    | 4–3     | 38–39     | 1         |
|  | Jim Grabb Richey Reneberg   | 4–6, 6–3, 6–7 |                | 6–4, 6–7, 4–6   | 7–6, 7–6      | 1–2    | 4–4     | 46–45     | 3         |
|  | Mark Kratzmann Wally Masur  | 4–6, 6–7      | 4–6, 7–6, 6–4  |                 | 7–5, 4–6, 6–1 | 2–1    | 4–4     | 44–41     | 2         |
|  | Kelly Jones Rick Leach      | 6–3, 7–6      | 6–7, 6–7       | 5–7, 6–4, 1–6   |               | 1–2    | 3–4     | 37–40     | 4         |

Standings are determined by: 1) Number of wins; 2) Number of matches; 3) In two-players-ties, head-to-head records; 4) In three-players-ties, percentage of sets won, or of games won; 5) Steering Committee decision.